# Nekband
De nekband of het ligamentum nuchae is een ligament in de nek dat in verbinding staat met het ligamentum supraspinale. Bij sommige dieren helpt dit ligament bij de ondersteuning van het gewicht van de kop. Dit geldt in het bijzonder voor hoefdieren.